# Holthuisaeus bermudensis
Holthuisaeus bermudensis is een garnalensoort uit de familie van de Palaemonidae. De wetenschappelijke naam van de soort is voor het eerst geldig gepubliceerd in 1940 door Armstrong.